# Slotermeer
Das Slotermeer (westfriesisch Sleattemer Mar) ist ein See in den Niederlanden.

## Lage
Das Slotermeer liegt in der Provinz Friesland zwischen den Städten Woudsend im Norden, Balk im Südwesten und Sloten im Südosten und gehört zur Gemeinde De Fryske Marren. Nach der Stadt Sloten ist der See auch  benannt. Der flache See hat eine Fläche von 11 Quadratkilometer. Außerhalb der Schifffahrtswege ist der See teilweise nur 1 bis 1,20 Meter tief. Die Fahrrinnen weisen eine Tiefe von 1,85 m bis 2,00 m auf.
Die Elfstedentocht verläuft über den See. Entstanden ist das Slotermeer im 19. Jahrhundert.